# Vodizze
Vodizze (in croato Vodice) è una città della regione di Sebenico e Tenin in Croazia.
Vodizze è una moderna cittadina turistica, situata lungo la costa in una baia larga, a 11 km da Sebenico, a nord-ovest.
La prima volta viene menzionata nel 1402 sebbene sia stata conosciuta già nei tempi romani come Arausa. Ma il suo nome deriva dall'abbondante sorgente d'acqua potabile con la quale gli abitanti di allora fornivano le zone circostanti.

## Storia
Nel 1412 Vodizze passò sotto il dominio della Repubblica di Venezia. Le ricchezze territoriali, date dall'abbondanza di acqua potabile, oltre all'importanza della posizione del luogo, hanno condizionato gli sforzi veneziani per preservare il luogo dalla minaccia turca. Già nel XVI secolo, il borgo era circondata da mura e torri. Questo sistema di fortificazione ha permesso a Vodizze di difendersi con successo dai pericolosi attacchi turchi.
Dopo il crollo della repubblica veneziana, avvenuto nel 1797, la cittadina come il resto della Dalmazia passò sotto il dominio dell'Austria. Esclusa una breve partentesi sotto dominio francese (dal 1806 al 1813) fu sotto dominazione austriaca fino al 1918.
Promessa all'Italia nel Patto di Londra, passò, nonostante questo, al Regno dei Serbi, Croati e Sloveni nel 1921. Dal 1941 al 1943 fu annessa al Regno d'Italia così come larga parte della Dalmazia e fu inclusa successivamente nel Governatorato della Dalmazia, nell'ampliata provincia di Zara. Nel 1945, dopo la fine della seconda guerra mondiale, Vodizze entrò a far parte della Repubblica Socialista di Croazia, stato federato della Jugoslavia, per poi passare alla Croazia indipendente nel 1991.

## Società

### La presenza autoctona di italiani
È presente una piccola comunità di italiani autoctoni che rappresentano una minoranza residuale di quelle popolazioni italofone che abitarono per secoli la penisola dell'Istria e le coste e le isole del Quarnaro e della Dalmazia, territori che appartennero alla Repubblica di Venezia. La presenza degli italiani a Vodizze è drasticamente diminuita in seguito agli esodi che hanno seguito la prima e la seconda guerra mondiale.
Oggi a Vodizze, secondo il censimento ufficiale croato del 2011, esiste una modestissima minoranza autoctona italiana, pari al 0,09% della popolazione complessiva.

### Lingue e dialetti
| %      | Ripartizione linguistica (gruppi principali) |
| ------ | -------------------------------------------- |
| 0,29%  | madrelingua tedesca                          |
| 97,07% | madrelingua croata                           |
| 0,09%  | madrelingua italiana                         |
| 0,28%  | madrelingua slovena                          |
| 0,57%  | madrelingua albanese                         |
| 0,29%  | madrelingua serba                            |

## Geografia antropica

### Suddivisioni amministrative
Il comune di Vodizze è diviso in 10 insediamenti (naselja), di seguito elencati. Tra parentesi il nome in lingua italiana, generalmente desueto.
- Čista Mala (Cista Piccola)
- Čista Velika (Cista Grande)
- Gačelezi (Gacelesi)
- Grabovci (Grabovizzi o Grebouzzi)
- Njivice (Campagna)
- Prvić Luka (Luca[10])
- Prvić Šepurine (Sepurine[10])
- Rogač (Porto Carobér)
- Srima (Sirma[11])
- Vodice (Vodizze[4]), sede comunale